# Vlčia skala
Vlčí skála (slovensky Vlčia skala) je přírodní památka v katastrálním území města Ružomberok v okrese Ružomberok v Žilinském kraji na Slovensku. Území bylo vyhlášeno v roce 1952 a jeho rozloha je 1,49 hektaru. Předmětem ochrany je travertinové souvrství v podobě tvarově výrazné terasy, která strmě spadá do údolí Trlenského potoka.